# リミニ=サンマリノ鉄道
リミニ=サンマリノ鉄道（Ferrovia Rimini-San Marino）はかつてイタリアおよびサンマリノで運行されていた私鉄である。イタリアのリミニ駅から国境を越えてサンマリノのサンマリノ駅に至っていた。

## 概要

### 建設から運行・廃止まで
1901年にイタリアのアドリア海沿岸部から世界最古の共和国であるサンマリノへ至る鉄道は計画されていたが、長く具体化には至っていなかった。しかし、1923年にジュリアーノ・ゴジのサンマリノファシスト党が政権を獲得し、ベニート・ムッソリーニがサンマリノを訪問したことを契機に鉄道建設計画の具体化が進められることとなり、1927年3月26日には両国間で鉄道建設協定が締結され、同年11月27日には同国の玄関口であるイタリア北東部アドリア海沿岸のリミニまでの建設と運営をSVEFTに委託するイタリア王室令が発せられ、建設費用の全額をイタリアの負担する形で翌1928年12月3日に建設工事が開始されている。
この鉄道は3000人の作業員が3交代制、週7日の体制で建設工事が進められ、4年間の工事の後1932年に開業した。延長は31.5km、軌間950mm、DC3000Vで電化された狭軌鉄道で、標高5mのリミニ駅から途中17箇所のトンネル、3箇所の橋と3箇所の高架橋を経て標高643mのサンマリノ駅までの約630mを最急50パーミル以上の勾配で登っていた。列車はAB01形電車1-2両が最大2両程度の客車を牽引する形で運行され、当初1日2往復で運転が始まり、その後6往復の運行となっており、所要時間は53分、運賃は全線乗車の場合1等12.40リラ、3等7.50リラであった。また、貨物列車（混合列車）もAB01形電車が貨車を牽引していた。
第二次世界大戦ではサンマリノは武装中立を宣言していたが、リミニ=サンマリノ鉄道は1944年6月26日のイギリス軍のサンマリノ誤爆により一部区間が被害を受けて休止となり、残った区間も同年7月4日に営業運行を終了した後、7月11日から12日にかけてAB04号機がB71号車とAB51号車を牽引した最終列車が運行されている。

### 廃止後
リミニ=サンマリノ鉄道が廃止となった1944年当時は、イタリア戦線の進展に伴い、イタリアから戦火を逃れた約10万人の避難民がサンマリノ国内に流入しており、廃止となったトンネルも避難民の収容に使用されている。なお、現在でも当時トンネル内を避難民の家族ごとの区画に区分した際の番号がトンネルの壁面に残されており、史跡として公開されている。また、この年の秋に腸チフスが流行した際には残されていた客車が病室として使用されている。
その後、リミニ=サンマリノ鉄道の軌道は撤去されてトンネル区間を含む一部が道路や自転車道に転用されたほか、駅舎等の建築物も一部が民家などに転用され、一部のトンネルも倉庫などに転用されている。
2012年7月21日に旧サンマリノ駅に近いモンターレトンネルとその前後の約800mが博物館鉄道として運行を開始している。車両はサンマリノ国内に保存もしくは放置されていた車両のうち、電車のAB03号機と有蓋車のFc22号車が修復されて架線電圧480Vで運行されており、運行しない時にはトンネル内に保管されている。この博物館鉄道は”白と青の電車協会”により維持管理と運営がされている。同協会では運行区間をリミニ方向にピアッジェトンネルのループ線の区間を含む旧ボルゴ・マッジョーレ駅まで約3kmを延長することにより、さらなる観光資源化を計画している。
また、フォンテヴェッキア高架橋上にはAB51号車が静態保存されており、1983年と2000年に修復も行われている。

### 沿革
- 1901年：イタリアからサンマリノまでの鉄道が計画される
- 1923年：ムッソリーニのサンマリノ訪問を契機に両国間での鉄道建設計画が具体化する
- 1927年3月26日：イタリアとサンマリノで鉄道建設協定締結
- 1927年11月27日：建設と運営をSocietà Veneto-Emiliana di Ferrovie e Tramvie (SVEFT) に委託するイタリア王室令が発せられる
- 1928年12月3日：建設工事着工
- 1929年7月8日：上記王室令が法律に改められる
- 1932年6月12日：リミニ - サンマリノ間全線開業
- 1944年6月26日：サンマリノ誤爆により大きな被害を受ける
- 1944年7月4日：営業運行終了
- 1944年7月12日：すべての運行を終了
- 2012年7月21日：モンターレトンネルとその前後の約800mが博物館鉄道として運行開始

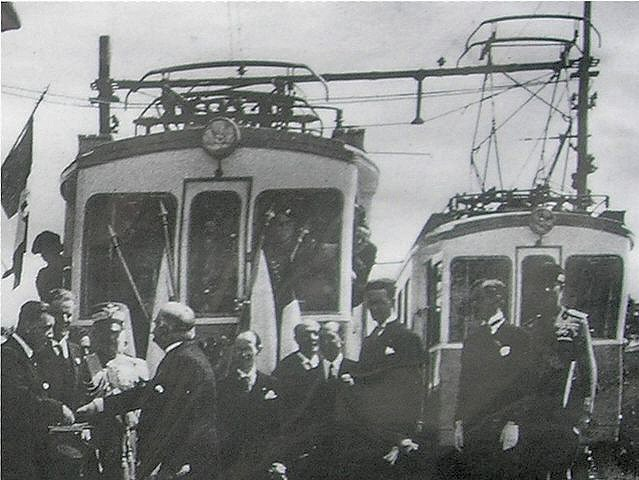
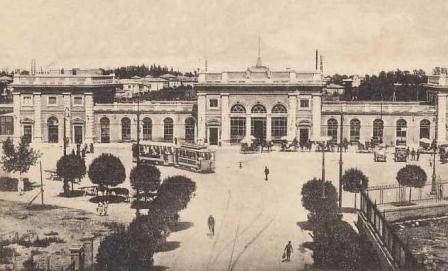
リミニ=サンマリノ鉄道の開業式典の様子、1932年6月12日、ドガーナ駅（推定）
- 1920-30年代のリミニ駅と駅前広場
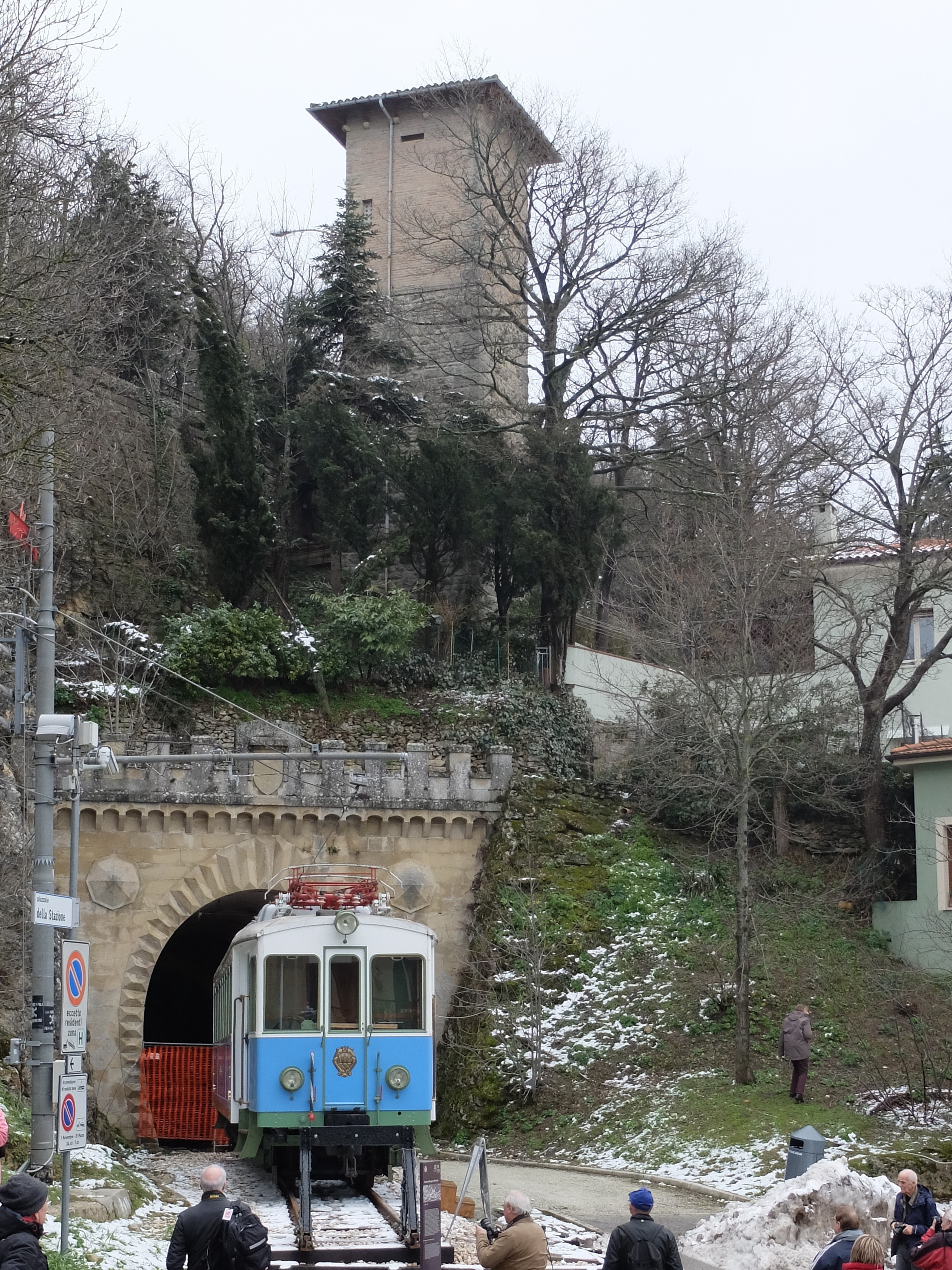
博物館鉄道となっているモンターレトンネルのサンマリノ側入口とAB03号機
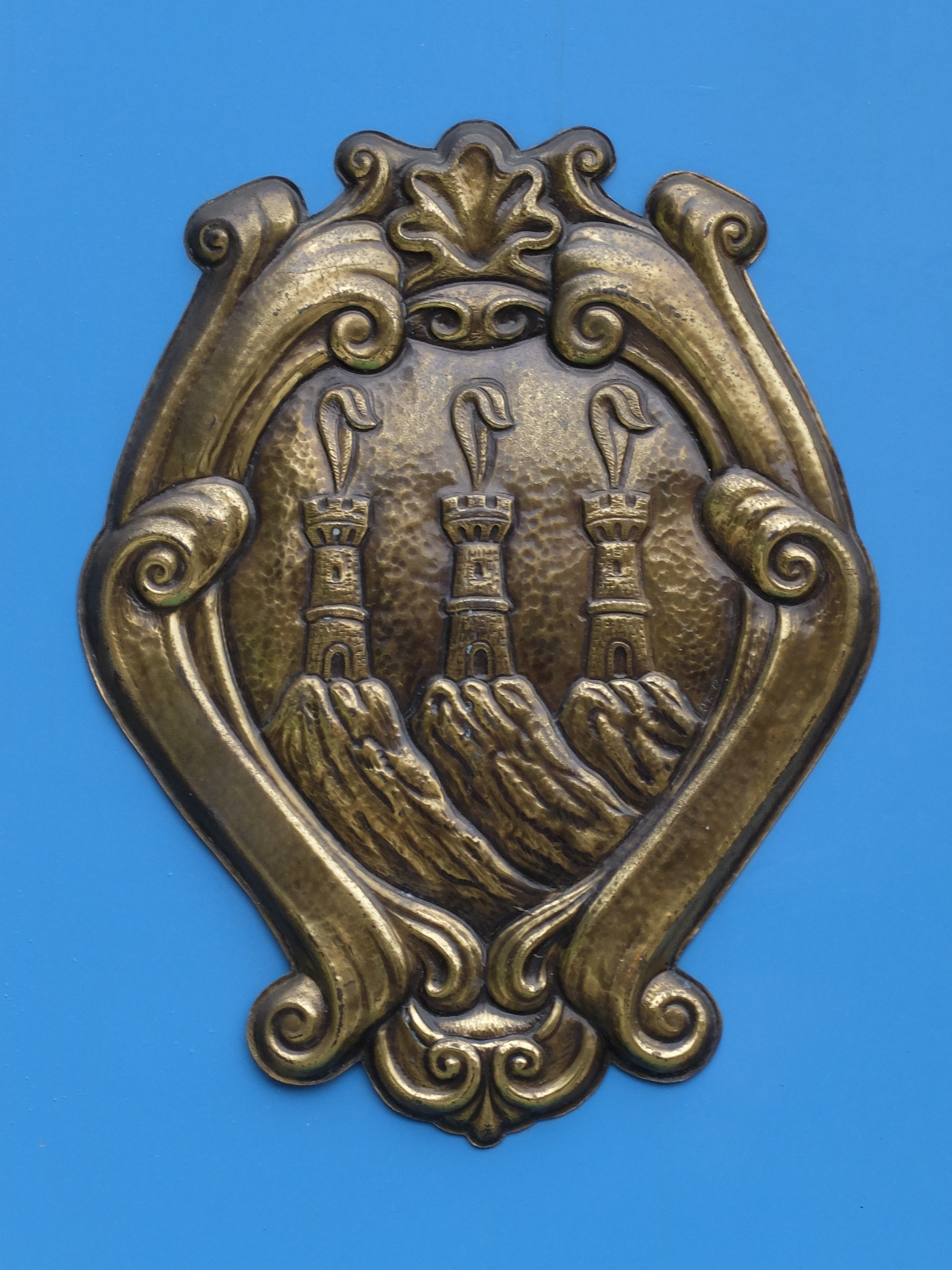
AB01形電車の正面に設置されたサンマリノの紋章
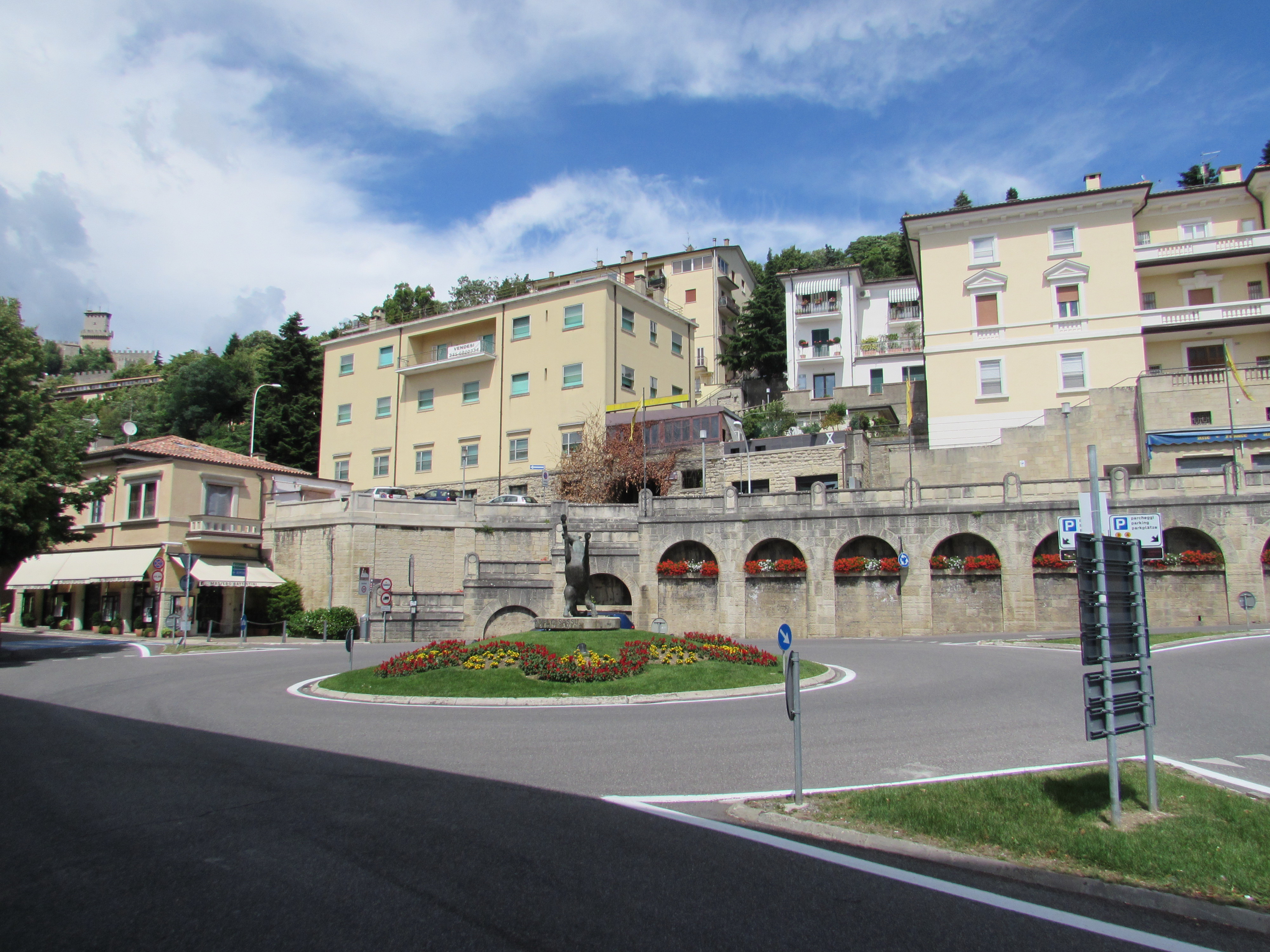
旧サンマリノ駅の駅前広場、広場の写真右半分程度の位置に駅舎があった、名称は現在でもスタツィオーネ広場（Piazzale della Stazione）

## 路線
リミニ=サンマリノ鉄道の始発駅であるリミニ駅はイタリア北東部エミリア＝ロマーニャ州リミニ県のアドリア海沿岸のリミニに位置しており、イタリア国鉄のボローニャ-アンコーナ線、フェラーラ-リミニ線のほか、ノヴァフェルトリアに至る950mm軌間の私鉄であったパダーネ鉄道が運行するリミニ=ノヴァフェルトリア線が乗り入れており、リミニ=サンマリノ鉄道はその1番線を使用していた。
リミニを出るとイタリア国鉄線に沿って南東に進み、すぐにリミニ・マリーナ駅に至る。この駅には車庫と検査工場が併設されており、運行の拠点となっていた。その後南西に方向を変えてローマからリミニまでを結ぶローマ街道であるフラミニア街道を平面交差し、アウサ川およびアウサ通りに沿って遡り、イタリア国内最後の駅となるコリアーノ-チェラソーロ駅を経由し、イタリア-サンマリノ国境を越えて同国最大の街で”税関”を意味するドガーナの駅に至る。
サンマリノは正式名称をイタリア語でSerenissima Repubblica di San Marino（セレニッスィマ・レプッブリカ・ディ・サンマリーノ）とする、現存する世界最古の共和国であり、 標高749 mのティターノ山山頂の城塞都市ある首都サンマリノ市を中心に広がる山地および丘陵地からなる、面積61平方キロメートルで、の世界で5番目に小さなミニ国家でもある。
ドガーナ駅から終点までのサンマリノ国内は約18㎞で標高差約570mを上る平均勾配31.5パーミルの山岳区間となる。同駅を出るとポージョ・ディ・セッラヴァッレトンネルを含む1箇所目のループ線を通過してセラヴァッレ駅に至り、その後トンネル、オメガループ線、橋梁などを使用して勾配を上り、”オオカミの山”を意味するドマニャーノ-モンテルーポ駅、 ヴァルドラゴーネ駅を経て、ティターノ山の麓にあるサンマリノ第2の街で経済の中心であるボルゴ・マッジョーレの駅に至っている。同駅を過ぎるとサンマリノ市内に入り、ピアッジェトンネルを含む2箇所目のループ線とモンターレトンネルを含むオメガループ線を経由して終点のサンマリノ駅に至る。
サンマリノ駅は頭端式でホーム1面の両側に2線が配置され、そのうち片側の線には機回し線が設けられ、ホームの終端側に駅舎が設けられていたほか、貨物倉庫などいくつかの施設が設置されていた。同駅は2008年に世界遺産登録されたサンマリノの歴史地区とティターノ山の緩衝地域内の旧市街に位置しており、サンマリノの3つ塔として国旗にもデザインされているグアイダ、チェスタ、モンターレの各塔まではそれぞれ1.0km、1.2km、2.9km、聖マリノ聖堂までは0.9km、リベルタ広場・サンマリノ庁舎まで1.2kmの位置となっている。
現在では、リミニ・マリーナ駅、ドガーナ駅、ドマニャーノ-モンテルーポ駅、ヴァルドラゴーネ駅の各駅の駅舎とセッラヴァッレ駅の駅舎および貨物倉庫が民家、事務所や倉庫として利用されている。また、サンマリノ駅は駅施設はすべて撤去され、駅舎の部分はスタツィオーネ広場（駅前広場）の拡張に使用され、残りの部分は駐車場となっている。

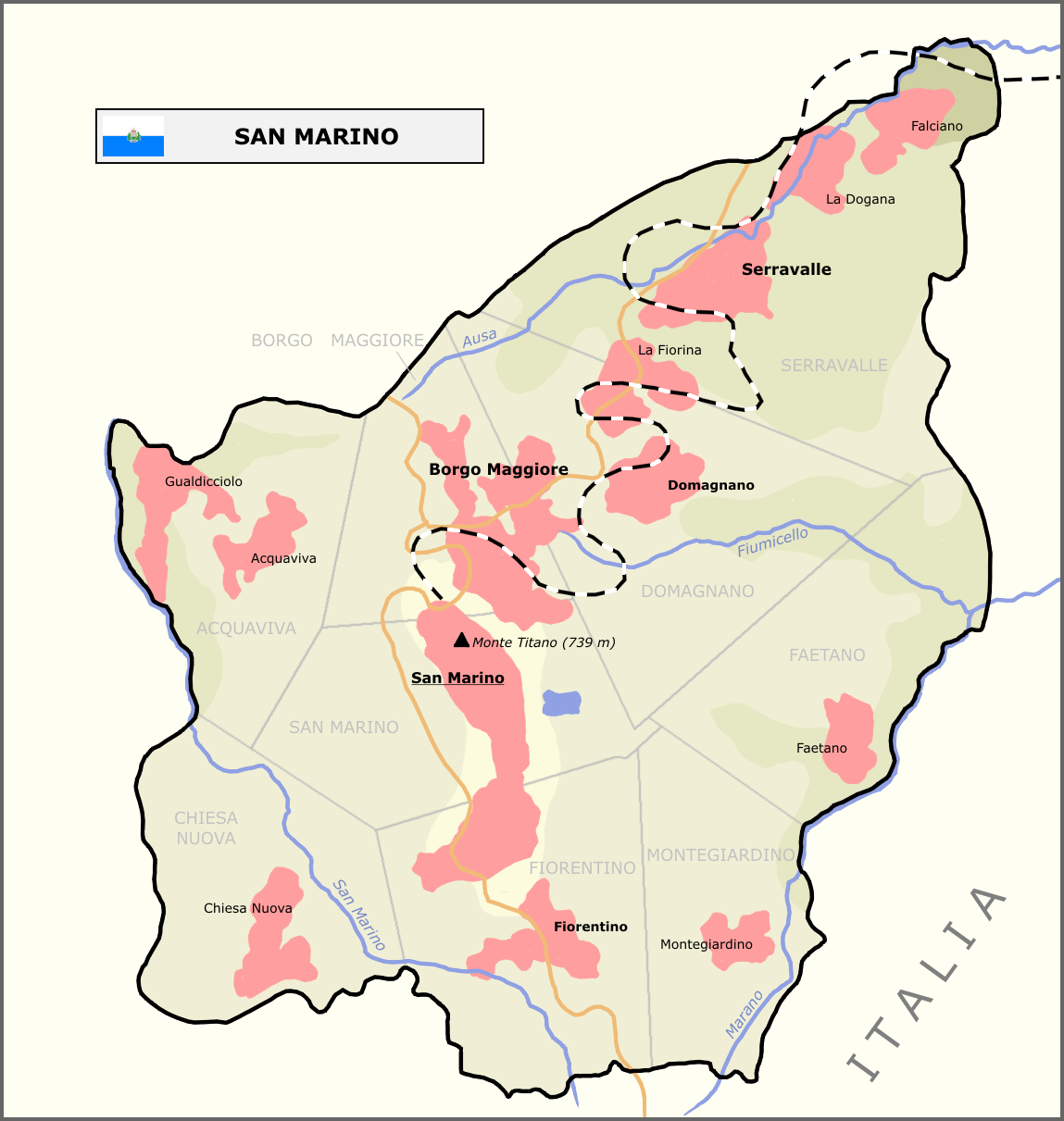
サンマリノの地図、鉄道路線は概略の記載
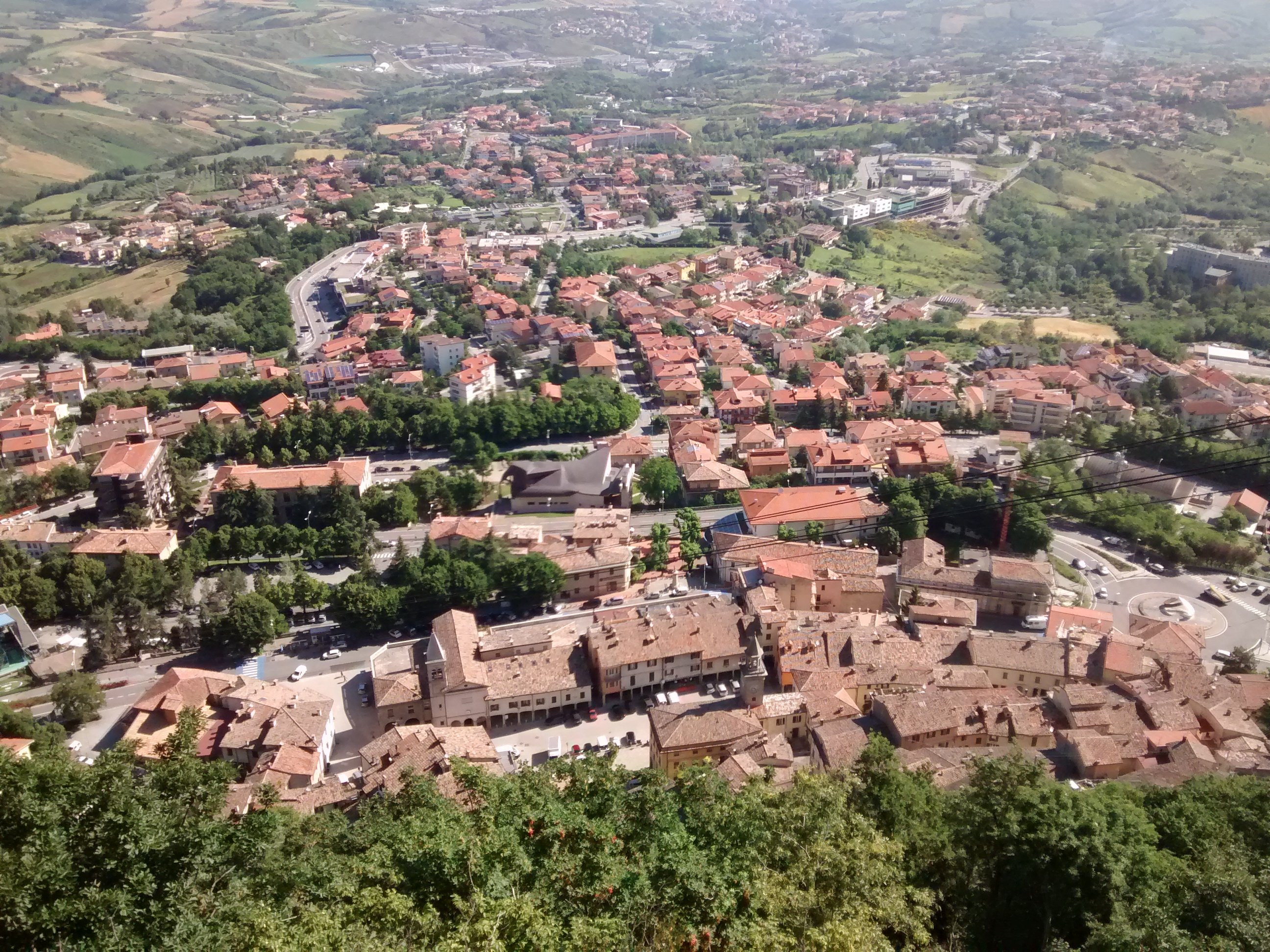
ボルゴ・マッジョーレの街、写真中央のグレーの屋根の建物の左側が旧ボルゴ・マッジョーレ駅跡地
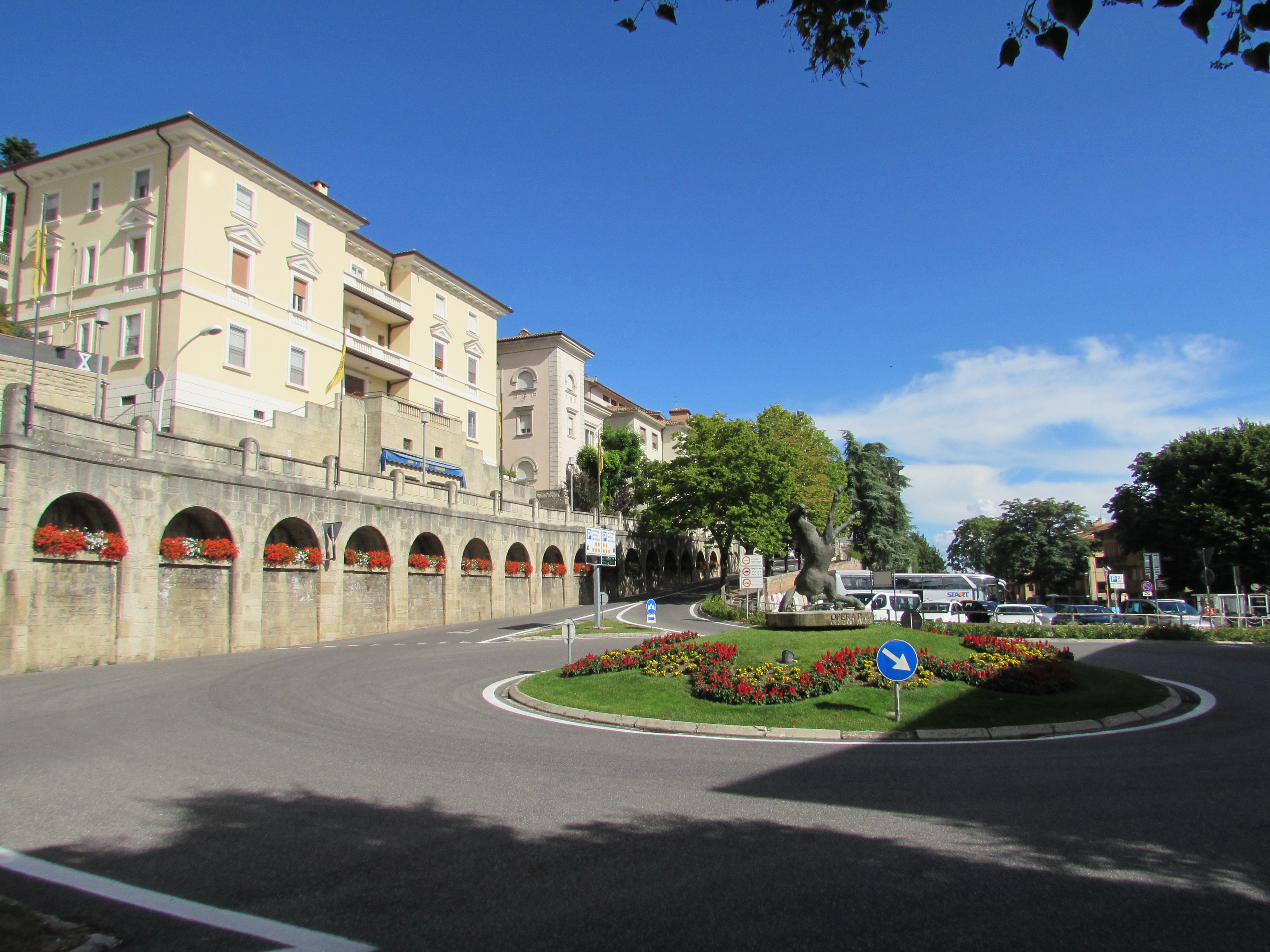
旧サンマリノ駅の駅前広場、広場の写真右半分程度の位置に駅舎があった
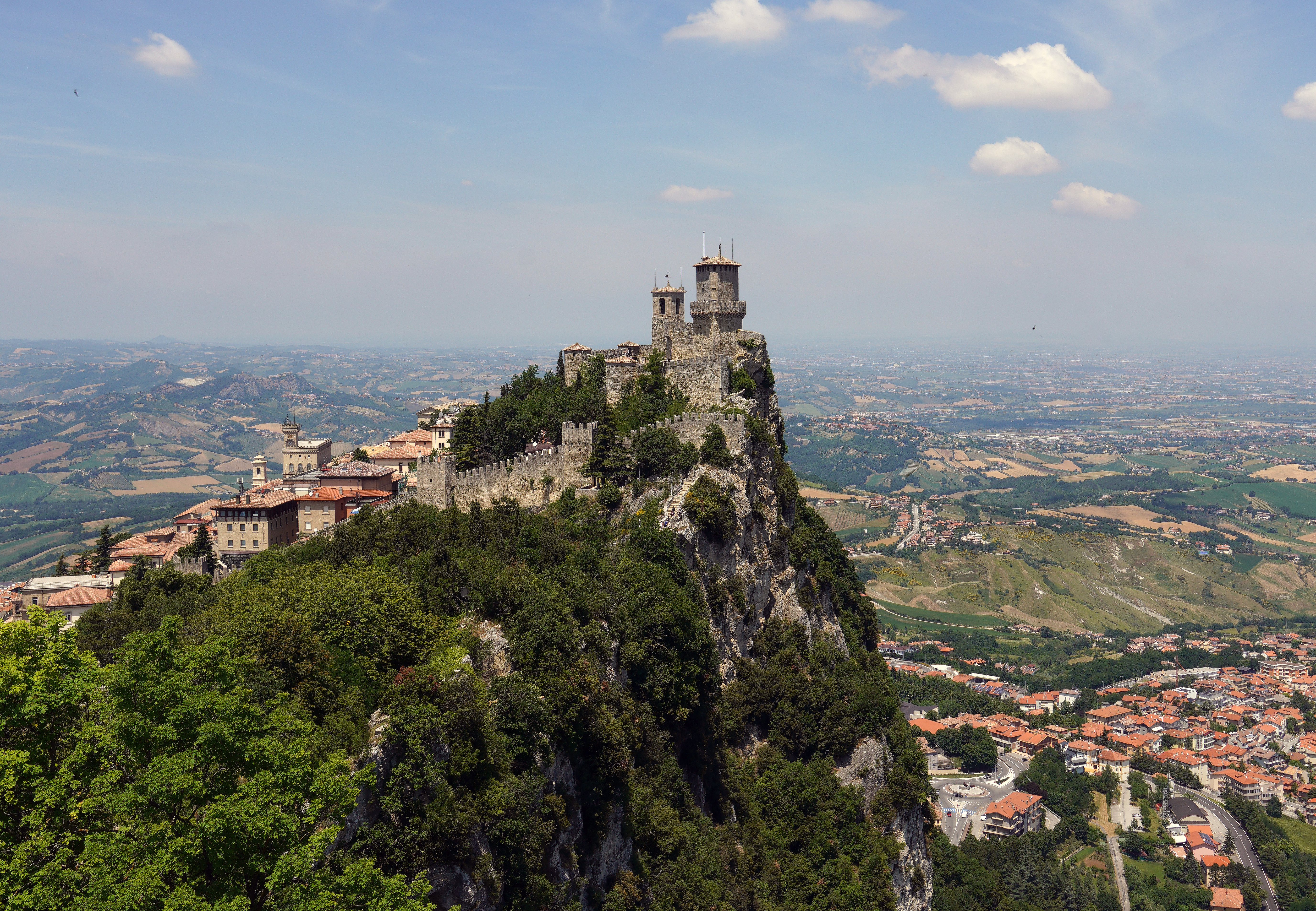
グアイダの塔と旧市街の一部、旧サンマリノ駅は写真左下方向にあった
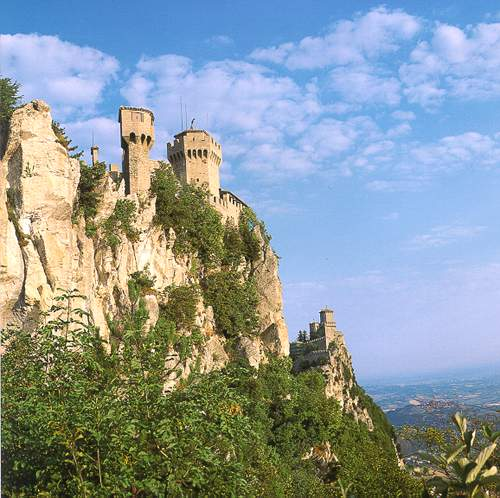
サンマリノの3つの塔と呼ばれるグアイダ、チェスタ、モンターレの各塔
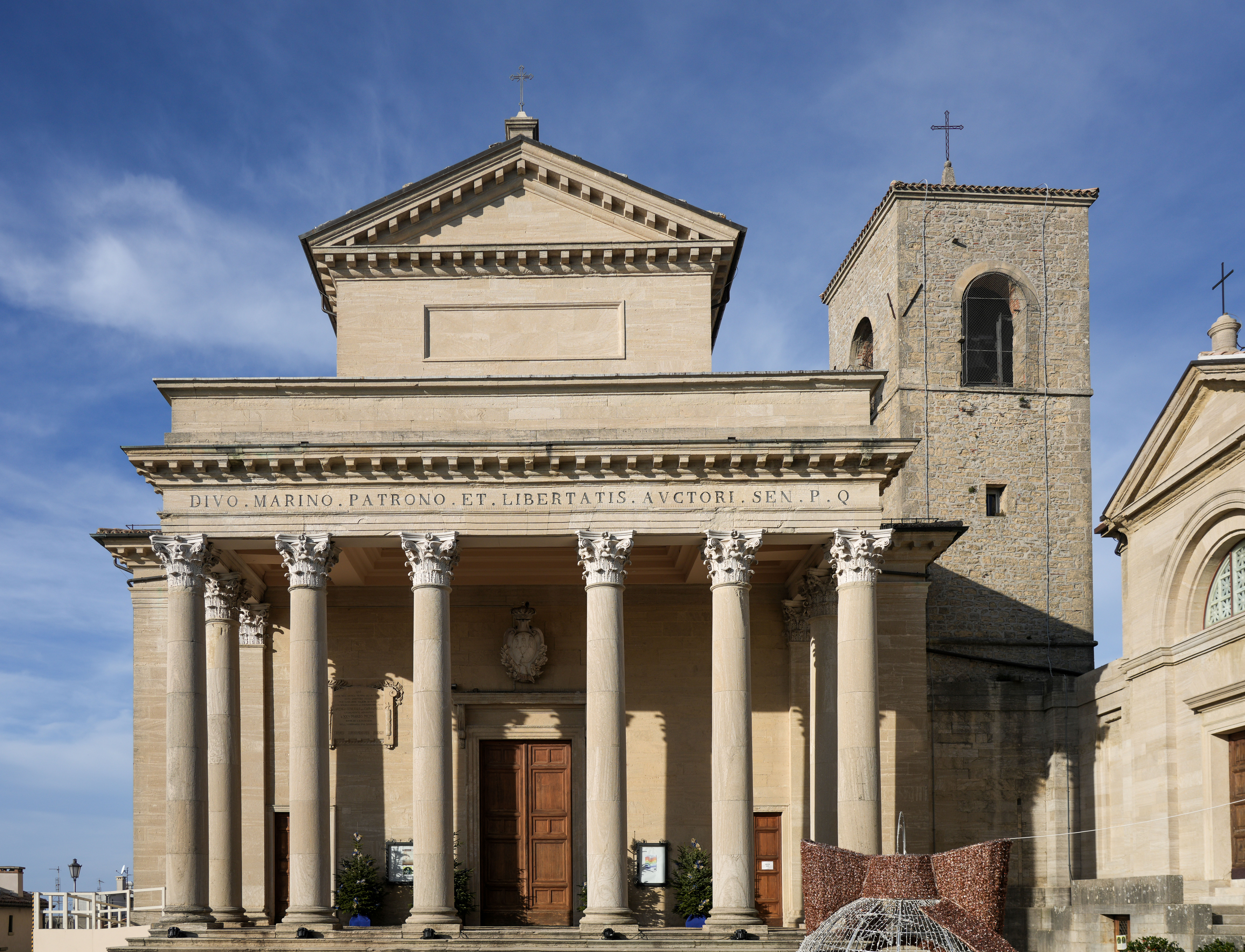
聖マリノ大聖堂
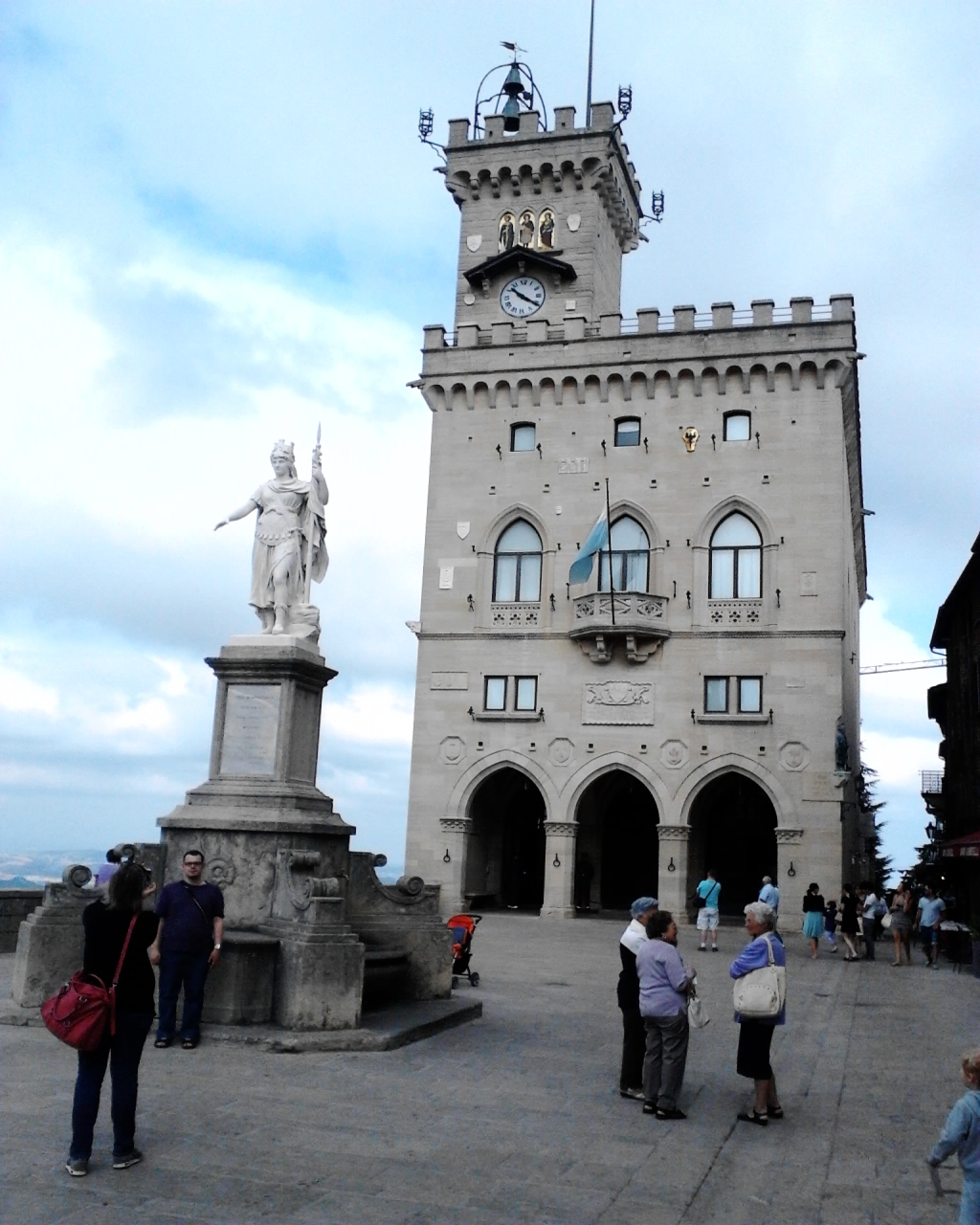
サンマリノ市庁舎とリベルタ広場

## 車両
電車
- AB01形
  - リミニ=サンマリノ鉄道の全ての列車に使用されていた1等/3等合造電車で、開業に合わせてAB01号機からAB04号機までの4機が用意されている。類似の機体が1923年にチェントヴァッリ鉄道[10]、1926年にスポレート-ノルチャ鉄道[11]に、1929年にヴァル・ディ・フィエンメ鉄道[12]に、1929年にペスカーラ-ペンネ鉄道[13]に導入されており、1931年に本鉄道向けに製造されている。
  - 車体はミラノにあった鉄道車両および路面電車の車体メーカーのカルミーナティ・トセリ[14]製の初期の軽量構造のもので、構体は軽量構造の鋼製であるが内装は木製で車体塗装はサンマリノの国旗と類似の上半部を白、下半部を明るい青としたものとしている。
  - 室内は両端を乗降デッキ兼運転室とし、乗降デッキ間に1等室、トイレ・洗面所と業務室、3等室を配置している。客室内は側・妻壁面はニス塗りで天井は白、座席は1等室のものは2+1列の固定クロスシートが2ボックスの配置で座面・背摺ともクッション付、3等室のものは2+2列の固定クロスシートが3ボックスの配置で座面のみクッション付で背摺はニス塗り板張りのもので、座席定員は1等11名、3等28名となっている。また、運転室は左側にマスター・コントローラーが、貫通扉を挟んで右側に空気ブレーキ制御弁と手ブレーキハンドルが設置されている。
  - 電機部品、主電動機および台車は同じくミラノのTIBB[15]製で、主電動機は直流直巻整流子電動機4基を吊り掛け式に搭載し、最高速度は65km/hとなっている。
  - 台車は枕バネは重ね板バネ、軸バネはコイルバネで軸箱守式、基礎ブレーキ装置は両抱式踏面ブレーキとなっている。また、屋根上は両端部にパンタグラフを2基搭載し、その間に大型の主抵抗器が設置されている。

客車
4形式計6両を保有しており、いずれも基本的には同型で、AB01形と類似形態の初期の軽量車体を持つものであり、客室配置により窓扉配置が異なっている。塗装も同じく上半部が白、下半部が明るい青となっている。
- AB51形：AB51号車計1両。AB51号車計1両。1等/3等合造客車で座席定員は1等10名、 3等32名。
- B61形：AB61-AB62号車の計2両。B3等/荷物合造客車で座席定員は32名。
- B71形：AB71-AB72号車の計2両。3等客車で座席定員は48名。
- AS81形：AS81号車計1両。サンマリノ共和国の行政の長である2名の執政[16]が使用するための1等/サロン合造客車で、座席定員は1等10名とサロン室のアームチェアに6名となっている。

貨車
小型貨車を計18両保有しており、塗装はペールグレー、電車が牽引する列車で使用されていた。
- Fc21形：Fc21-Fc28号車の計8両。有蓋車。
- Lc41形：Lc41-Lc45号車の計5両。高めのあおり戸を持つ無蓋車
- Pc61形：Pc61、Pc64-Pc65号車の計3両。低めのあおり戸を持つ無蓋車
- Pcb62形：Pcb62-Pcb63号車の計2両。平床の長物車。

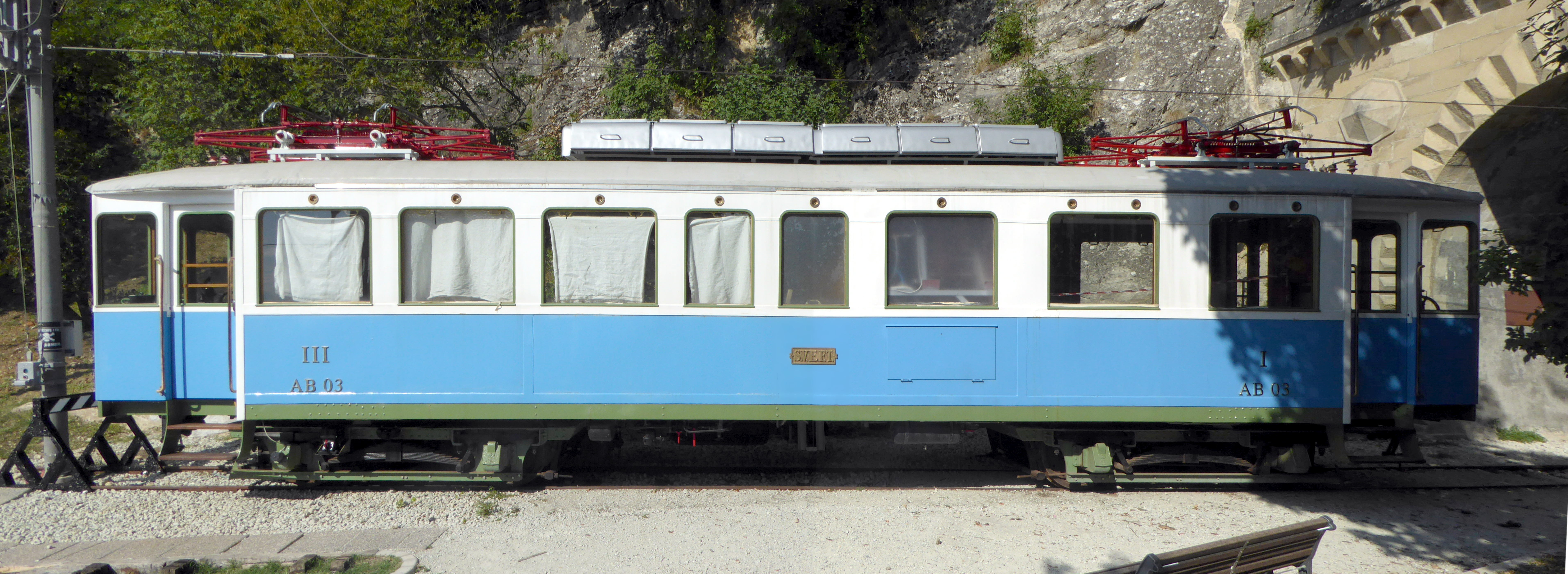
動態保存されているAB01形電車のAB03号機、2015年
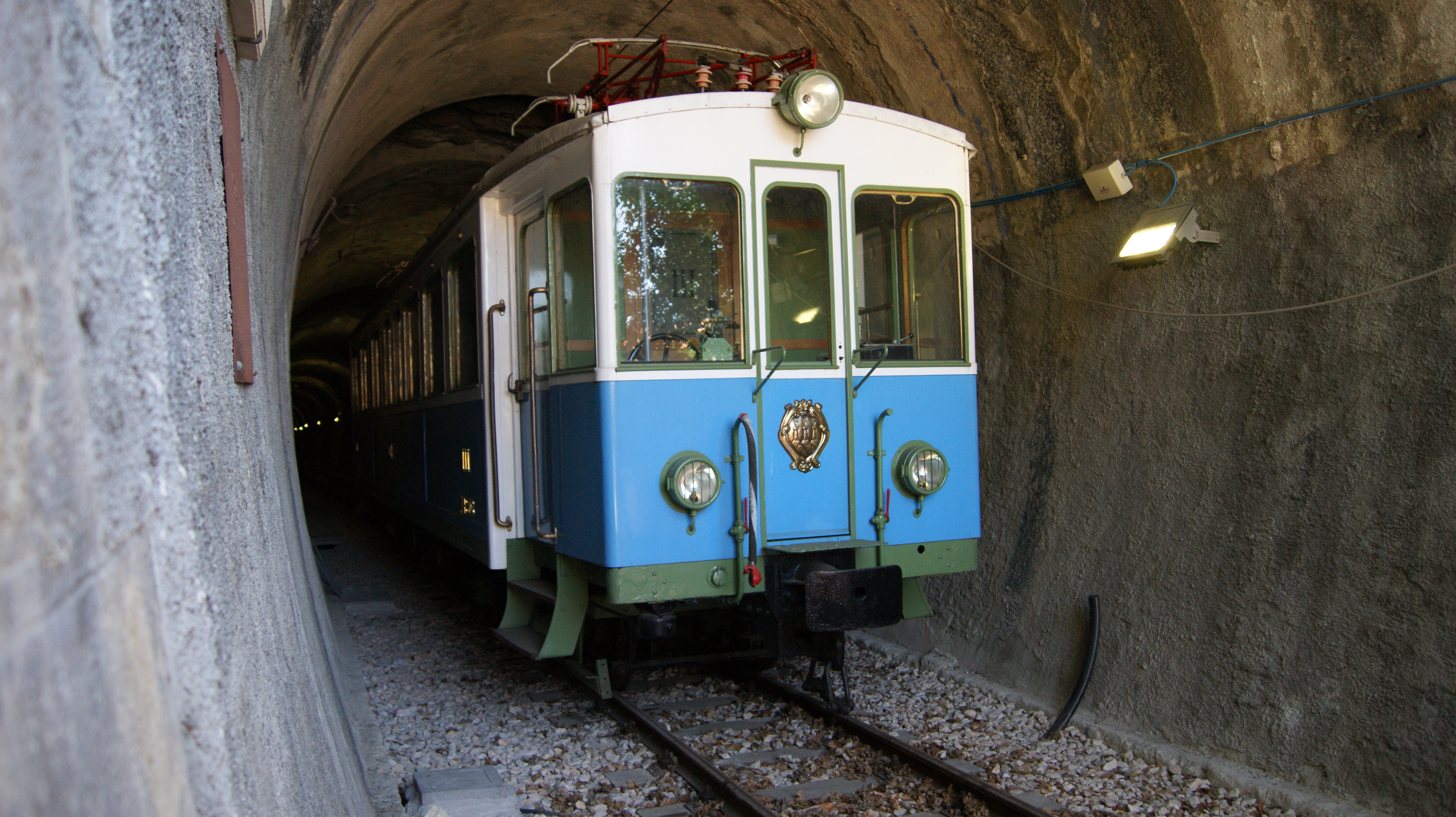
動態保存されているAB03号機、通常はモンターレトンネル内に保管されている
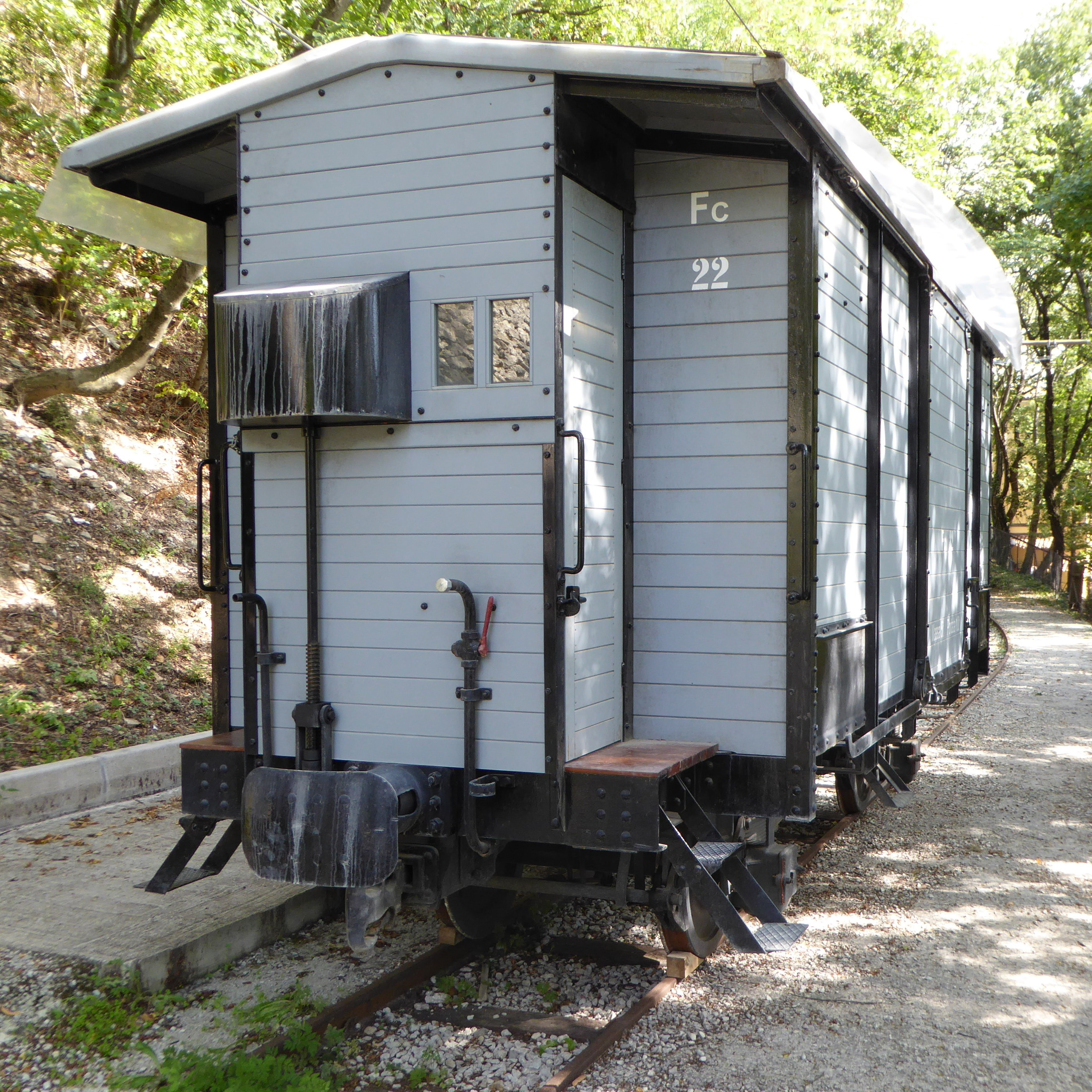
保存されているFc21形有蓋車のFc22号車、2015年
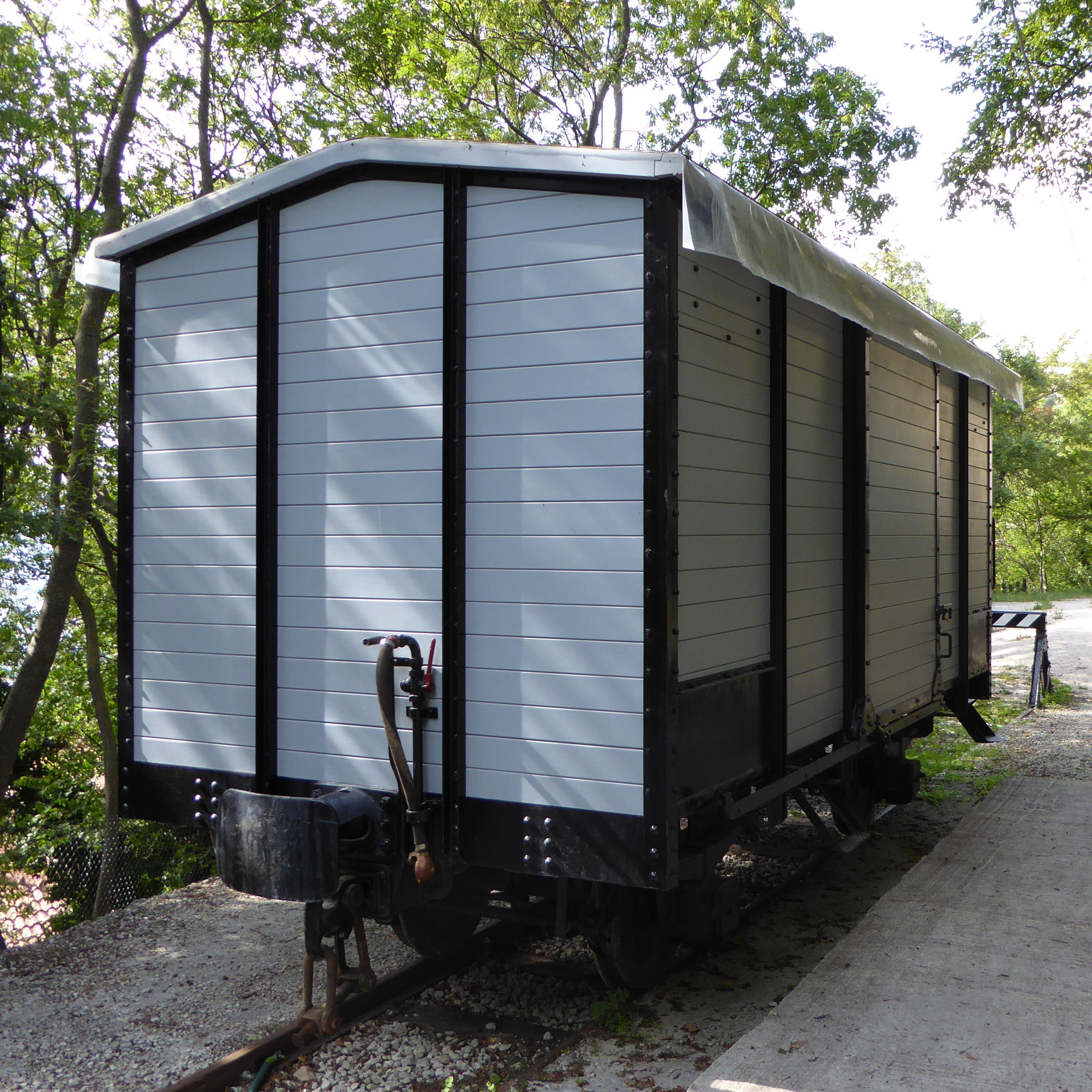
同じくFc22号車、2015年